# 직역
직역(直譯, literal translation, direct translation)은 단어 뜻 그대로 번역하는 것이다. 따라서 단어의 감각이라기보다는 단어 그대로를 서술한 것에 해당한다.
번역학에서 직역이란 과학적 기술적 혹은 법적 문장을 번역하는 개념을 지칭한다. 번역 이론에서 보았을 때 직역의 다른 개념을 "Metaphrase"로 보며 의역의 개념을 "Paraphrase"로 구분한다.
단어 대 단어의 개념을 번역할 시 기술적인 능력이 부족할 경우에는 어휘소 대 어휘소, 형태소 대 형태소의 개념이 오류를 일으킬 수 있으며 관용구를 직역할 경우에도 문제가 일어날 수 있다.

## 번역학 용어

### 사용
"직역"이라는 용어는 19세기 성경과 고전문학 및 기타 문서를 번역하는 과정에서 처음 등장한다.

### 보강
직역에서 크립("cribs," "ponies", or "trots") 즉 보강이라는 개념은 번역가가 번역하는 언어를 모를 때 준비하는 것을 말한다. 예를 들어 로버트 핀스키는 이태리어를 모른 체 단테의 Inferno를 번역해야 했으므로 직역했다고 한다. 유사하게 리차트 피비어는 여러 러시아 소설 번역을 아내의 도움을 받아 직역한 것으로 알려져 있다.

### 시구
직역은 정확한 원문의 의미를 번역하는 행위를 일컫는 말이지만 한편으로는 문체나 아름다움 혹은 시구를 번역하는 과정도 포함한다. 그러나 시구를 번역하는 일은 굉장한 노력이 필요하다. 시구를 직역하게 되면 산문이라기 보다는 운문에 맞춰야 하지만 산문의 특성을 보이게 되는 경우도 있다.

## 나쁜 예
직역은 대개 실수 투성이인 듯한 느낌을 풍기며 이는 번역가가 의미를 정확하게 전달하려는 노력이 상실됐음을 상기하기 때문이다.

### 일례
예를 들어 영어에서 독일어 단어 "Kindergarten"를 번역한다면 "children garden"(아이들 정원)이 되어야 하지만 영어에서는 초등학교 이전의 교육기관인 유치원의 의미로 받아들였다. 문자 그대로의 번역은 번역 과정에서 전혀 다른 의미지만 새로운 단어로서의 의미를 지니게 되는 경우가 있다. 이를 두고 차용이라고 표현하기도 한다.

### 기계번역
초기부터 기계번역은 단순히 단어나 기존 번역의 데이터베이스를 가지고 단순한 번역을 하는 것으로 악평이 많았다. 후기에는 문구를 좀 더 지능적인 문법 소프트웨어에 입력하여 관용구와 다른 단어들을 원어로 설명하려는 노력이 이어지고 있다. 종합어의 경우 컴퓨터 프로그램에 종합기 소프트웨어가 따로 있어야 한다.
오늘날 최고의 체계는 여러 기술들과 알고리즘을 자연적인 방식에 맞추어 번역에 적용하는 방식이다. 그러나 결국에는 전문적인 번역 기관에서 대충 번역된 기계번역문을 뜯어고쳐야 하는 경우가 많다.

### 오역
문자 그대로 관용구를 번역할 경우는 대개 농담이나 출처가 의심스러운 문구에 해당하는 경우가 많다. 기계 번역이나 갓 진출한 번역가의 경우 이런 실수를 할 경우가 많다. 예를 들어 "The spirit is willing, but the flesh is weak"(Mark 14:38)라는 문장을 러시아어로 바꾸었다가 다시 기계번역으로 역번역하면 "The vodka is good, but the meat is rotten."라는 전혀 다른 문장이 된다. 단순히 재밌는 이야기로 볼 수 있지만 실질적인 기계번역의 오류를 실증적으로 보여주는 예라고 볼 수 있다.

## 같이 보기
- 의역